# Frederik van Hessen-Eschwege
Frederik van Hessen-Eschwege (Kassel, 9 mei 1617 - Kosten, 24 september 1655) was van 1627 tot aan zijn dood landgraaf van Hessen-Eschwege. Hij behoorde tot het huis Hessen-Kassel.

## Levensloop
Frederik was de vierde zoon van landgraaf Maurits van Hessen-Kassel en diens tweede echtgenote Juliana van Nassau-Siegen, dochter van graaf Johan VII van Nassau-Siegen.
In 1627 kregen Frederik en zijn oudere broer Herman van hun vader een eigen landsdeel toegewezen, kort voordat hij wegens het dreigende staatsbankroet afgezet werd als landgraaf van Hessen-Kassel ten voordele van zijn oudste zoon Willem V. Frederik kreeg Hessen-Eschwege en Herman Hessen-Rotenburg.
Frederik resideerde in het Slot van Eschwege. Het kasteel en de stad werden tijdens de Dertigjarige Oorlog op Pinksteren 1637 verwoest en geplunderd. Na de Dertigjarige Oorlog hield hij zich bezig met de heropbouw van zijn landgraafschap. Onder de naam de Vliegende maakte Frederik eveneens deel uit van het Vruchtdragende Gezelschap
In 1646 verloofde hij zich met Eleonora Catharina (1626-1692), dochter van vorst Johan Casimir van Palts-Kleeburg en zus van de latere Zweedse koning Karel X Gustaaf. Op 6 september 1646 vond hun huwelijk plaats. 
Na zijn huwelijk begon Frederik een militaire loopbaan in het Zweedse leger, waar hij het tot generaal-majoor bracht. Hierdoor was hij nauwelijks nog in Eschwege en liet hij de regering van zijn landgraafschap over aan zijn broers Herman en Ernst. In 1655 nam hij deel aan de Noordse Oorlog tegen Polen. In september 1655 sneuvelde hij echter nabij Kosten. Hij werd bijgezet in de Sint-Dionysius-Marktkerk in Eschwege. Omdat hij geen mannelijke nakomelingen had, erfde zijn broer Ernst Hessen-Eschwege.

## Nakomelingen
Frederik en Eleonora Catharina kregen zes kinderen:
- Margaretha (1647-1647)
- Christina (1649-1702), huwde in 1667 met hertog Ferdinand Albrecht I van Brunswijk-Bevern
- Elisabeth (1650-1651)
- Juliana (1652-1693), huwde in 1680 met Johann Jakob Marchand, baron van Lilienburg
- Charlotte (1653-1708), huwde eerst in 1673 met prins August van Saksen-Weißenfels en daarna in 1679 met graaf Johan Adolf van Bentheim-Tecklenburg
- Frederik (1654-1655)